# Glareola
Glareola là một chi chim trong họ Glareolidae.

## Hình ảnh

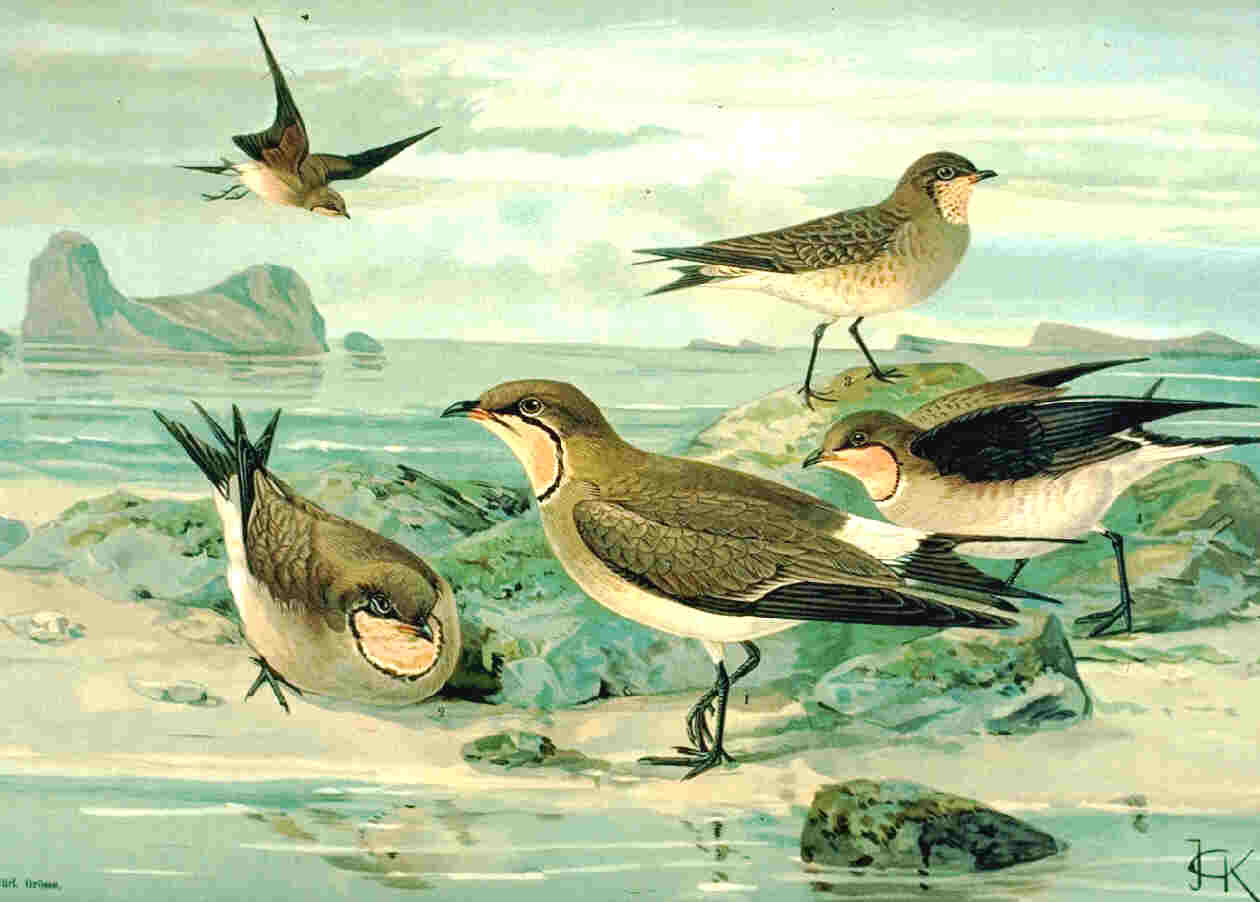
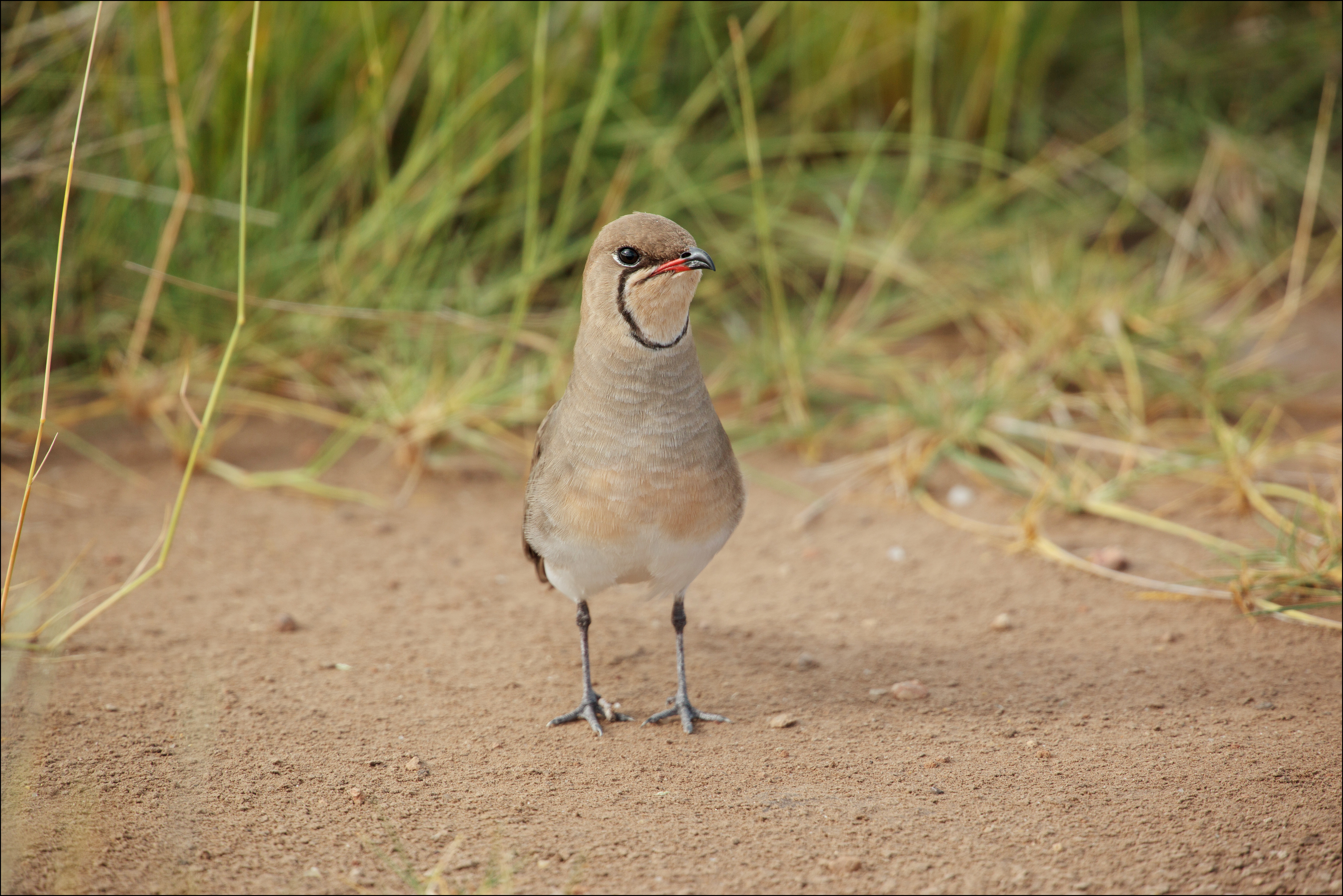
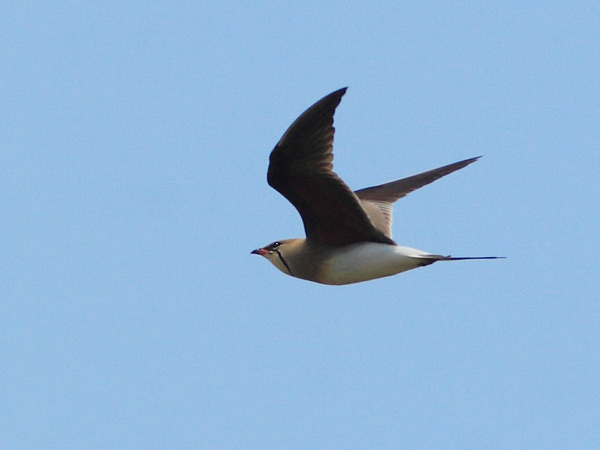
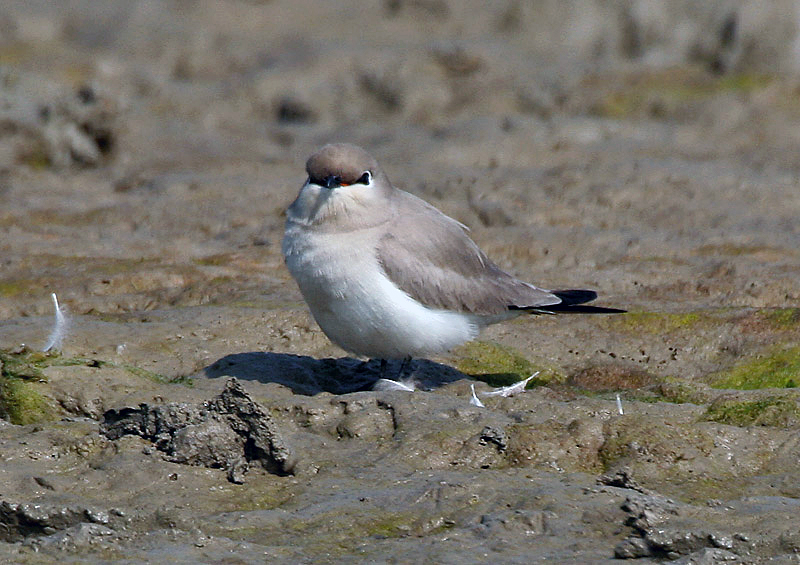
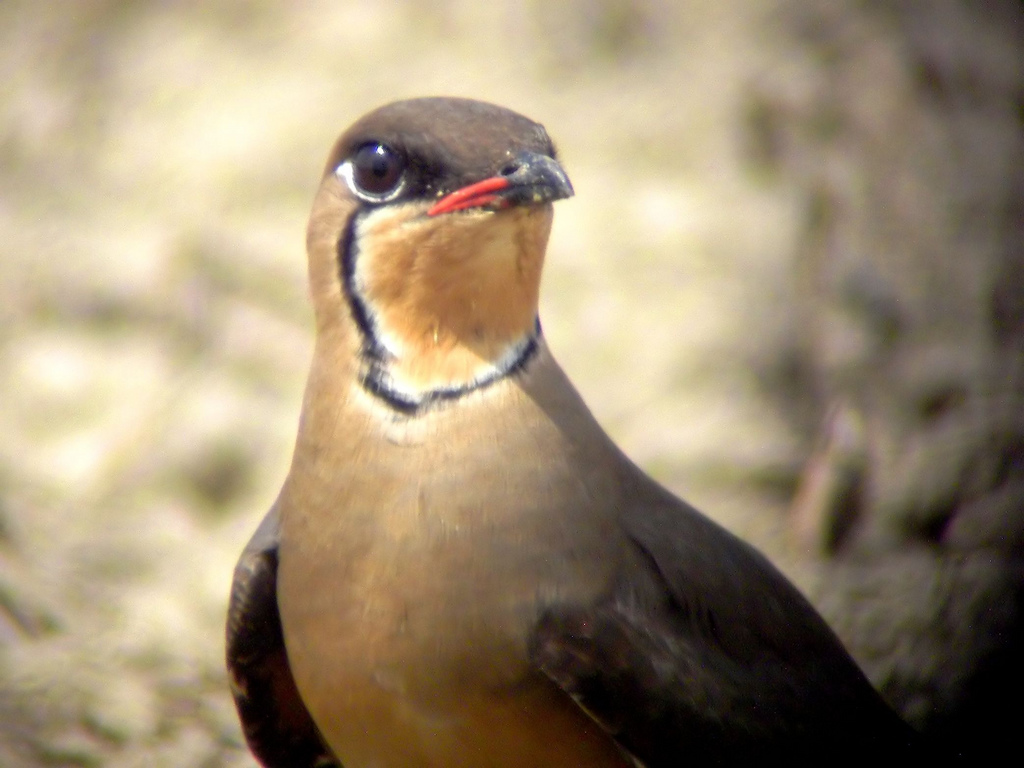